# Croxton Kerrial
Croxton Kerrial is een civil parish in het bestuurlijke gebied Melton, in het Engelse graafschap Leicestershire met 530 inwoners.